# Reschop Carré
De Reschop Carré is een winkelcentrum in Hattingen-Mitte in de Duitse deelstaat Noordrijn-Westfalen. Het vormt de zuidkant van de oude binnenstad van Hattingen. 
Het gebouwencomplex strekt zich uit tot aan het busstation, maar omvat niet het warenhuis Kaufland (voorheen Karstadt). Het winkelcentrum heeft ongeveer 16.000 vierkante meter verhuurbare vloeroppervlakte en een parkeergarage. De detailhandelsverkopen worden geschat op ongeveer 45 miljoen euro per jaar. De exploitant is Indigo Park. 
Op de locatie van het centrum stond vroeger de Brennerei Weygand. De bouw- en financieringsplannen werden vanaf de zomer van 2000 besproken. Het centrum werd geopend op 2 april 2009. Onder de eerste winkels waren de ankerhuurders Saturn, H&M en C&A. In mei 2009 volgde de stadsbibliotheek van Hattingen.
In 2012 werd het centrum door de vermogensbeheerder Aviva Investors uit Londen overgenomen van de projectontwikkelaar Concepta.